# LEB Tm 2/2 2
Le locotracteur Tm 2/2 no 2 est un tracteur de service de la compagnie du chemin de fer Lausanne-Échallens-Bercher.

## Description

### Contexte
Livré et mis en service en fin d'année 1989, le Tm 2/2 2 est utilisé comme locomotive pour les trains de service assurant assurant divers tâches comme le transport de ballast lors de réfections de la voie. Il peut aussi remorquer un train en panne sur la ligne. Il n'est par contre pas prévu pour assurer la manœuvre et la préparation des trains en gare d'Échallens. Pour cela, un autre locotracteur moins puissant est utilisé, le Tm 2/2 1. Entre juillet et novembre 2019, le Locotracteur a été entièrement remis en état par l'entreprise Müller Frauenfeld à Frauenfeld et a reçu à cette occasion un nouveau moteur diesel.
Ce modèle de locotracteur a été construit par la société Robert Aebi AG, dont le secteur des véhicules sur rails a été racheté en 1996 par la société SLM, pour plusieurs compagnies. Ainsi, le Tm 23 de l'YSC ou le Tm 2/2 41 du BAM sont des modèles équivalents. Il a aussi été décliné en voie normale pour les CFF avec, entre autres, les locotracteurs Tm 232 044-8, Tm 232 012-2 ou encore Tm 232 182-7.
Équipé de divers accessoires, ce locotracteur est polyvalent. Il est équipé d'une grue et son porte-conteneur lui permet de transporter de l'équipement ou des marchandises. Il peut aussi, l'hiver, être équipé d'un chasse-neige si cela s'avère nécessaire. Ce véhicule est équipé de freins à ressort, à air comprimé ainsi qu'à courant de Foucault.

## Galerie de photos

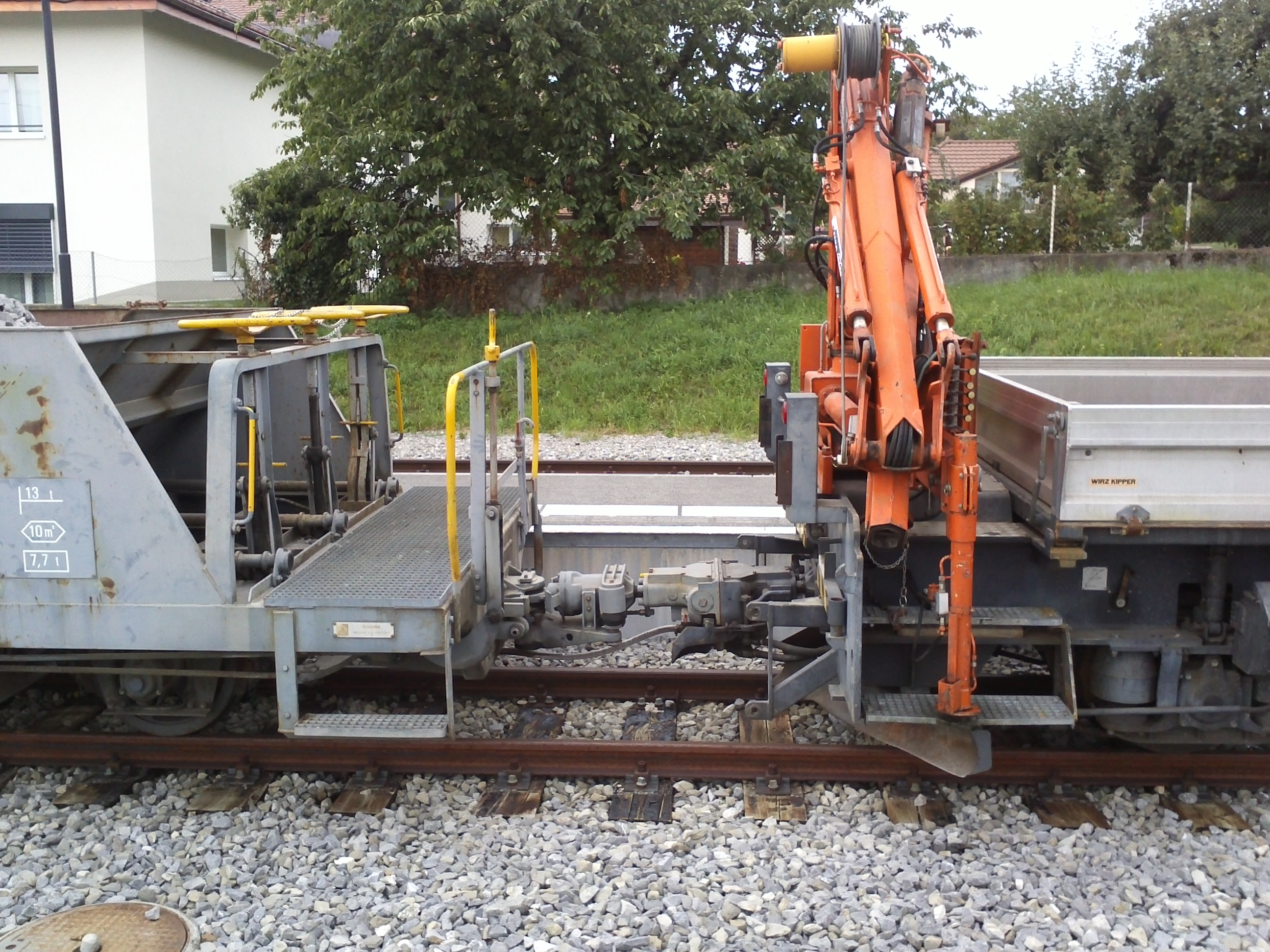
Attelage entre le wagon-trémie Fd 4 et le Tm 2/2 2 à la gare de Cheseaux.
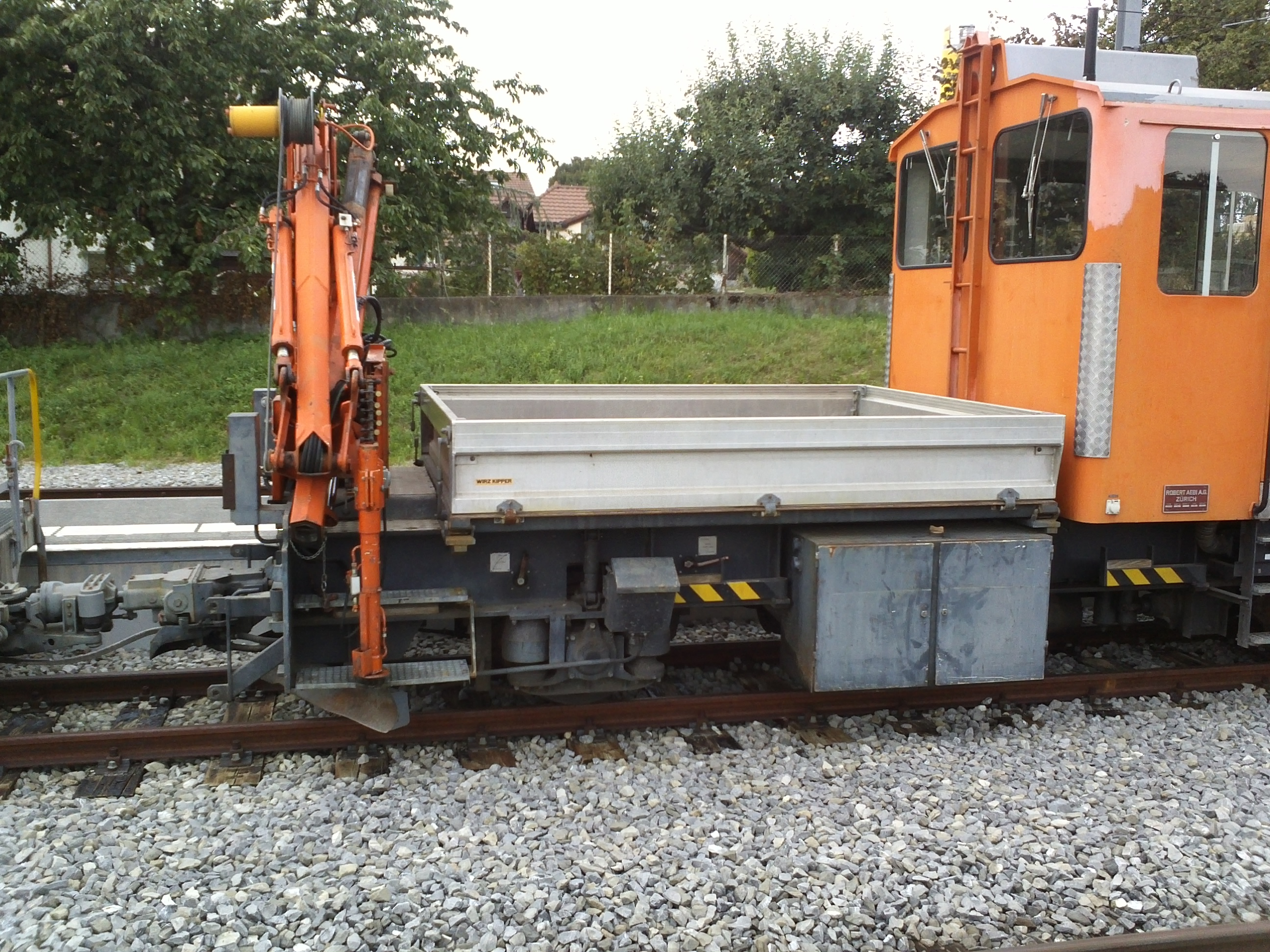
Vue avant du locotracteur Tm 2/2 2.
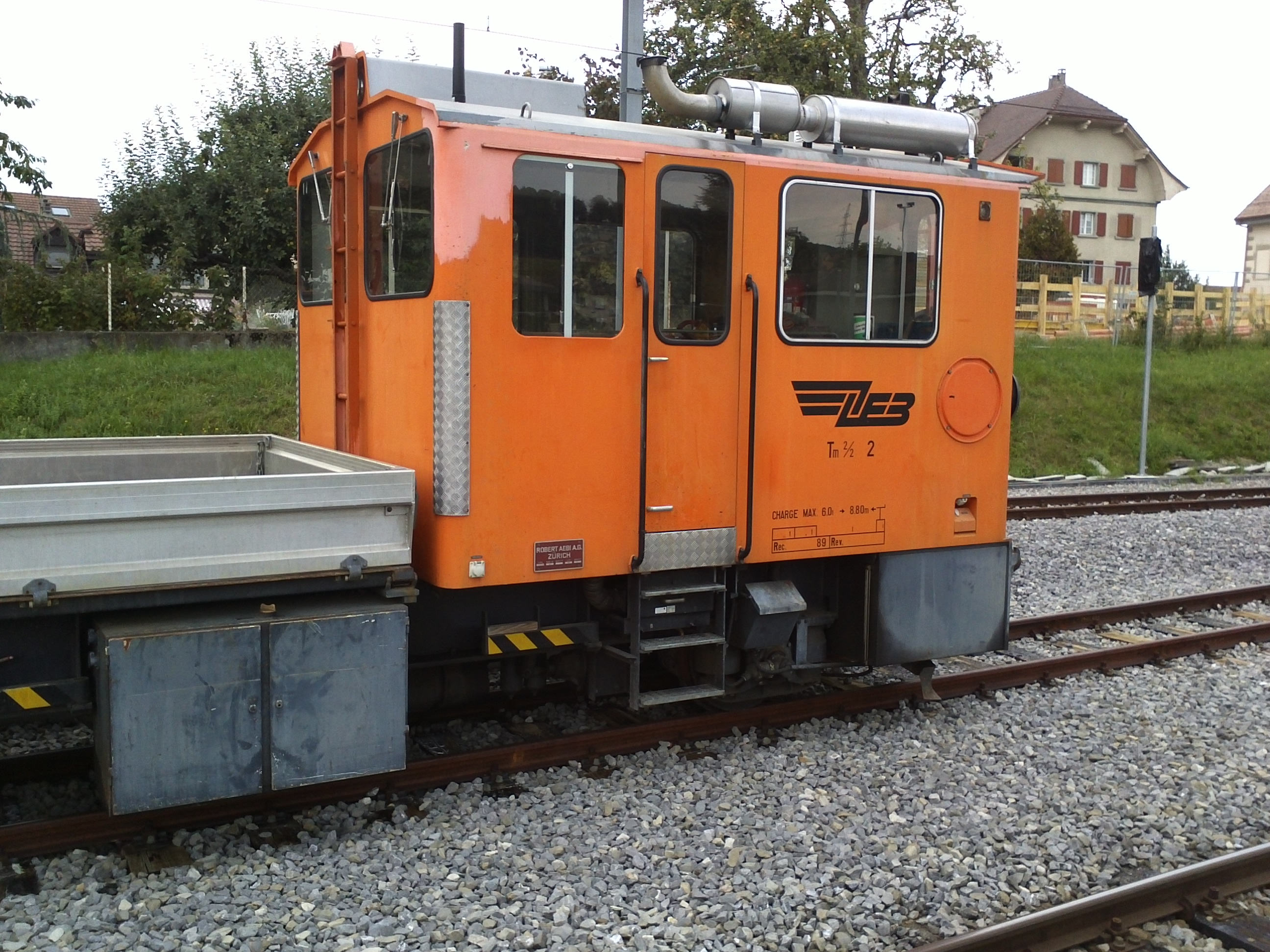
Vue de la cabine du locotracteur Tm 2/2 2.
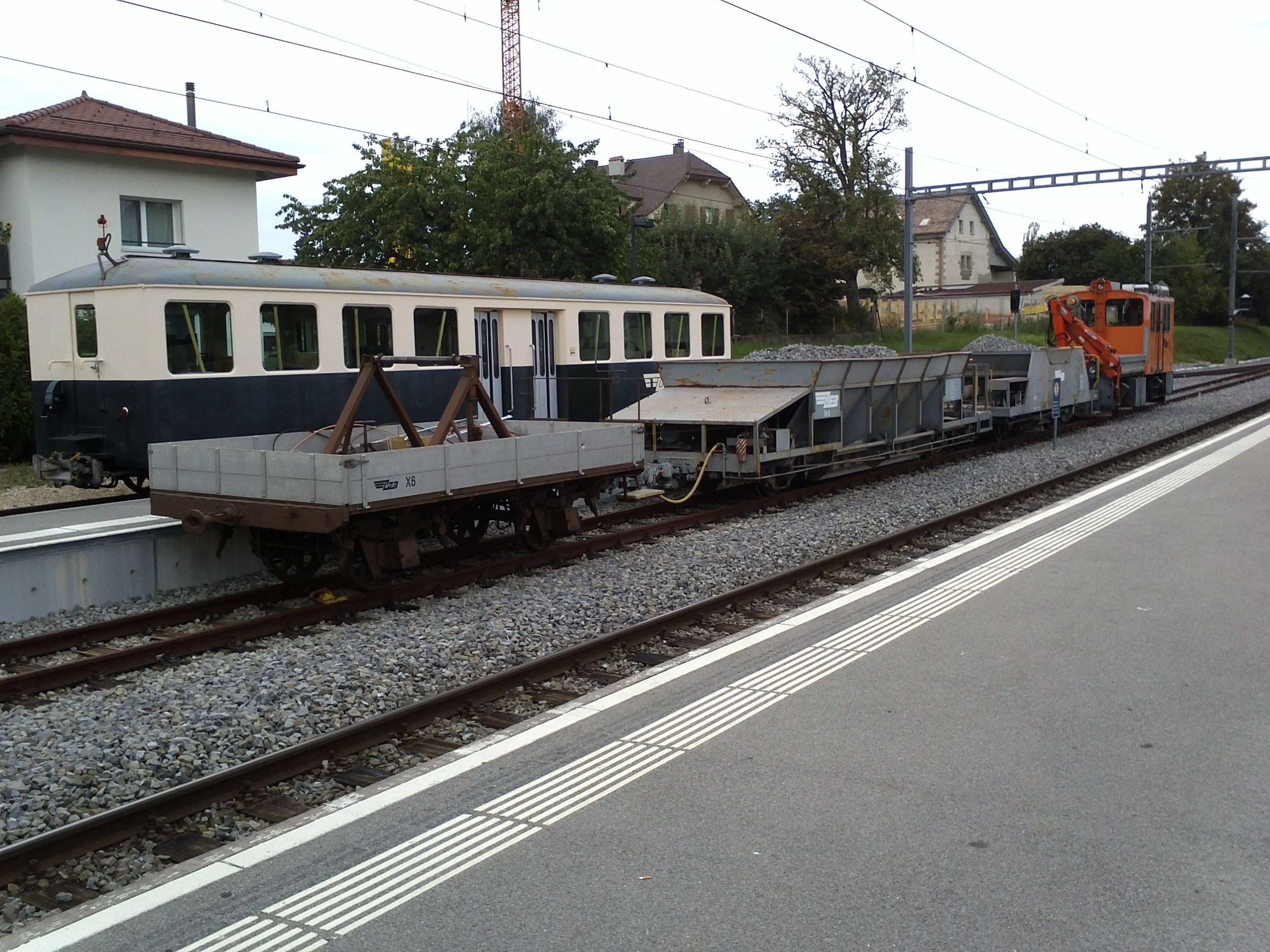
Train de service composé des wagons X6, Fd 5 et Fd 4 ainsi que du locotracteur Tm 2/2 2 stationné à la gare de Cheseaux. En arrière-plan, voiture B 16.